# Избирателна система
Избирателната система или система на гласуване е метод, чрез който избирателите могат да направят своя избор между различни варианти на политически избори или референдум.
Системата на гласуване се състои от правила, определящи валидността на гласуването и също как да бъдат преброени и обобщени гласовете за да се получи крайният резултат. Тъй като гласуването включва преброяване, то е алгоритмично по своя характер.
По-разпространени избирателни системи са пропорционалната и мажоритарната, като са възможни различни техни варианти като например преференциалната и смесената избирателни системи.
В зависимост от търсения резултат от изборите, може да се разграничат едномандатни избирателни системи (когато резултатът е единствен вариант) и многомандатни избирателни системи.
В зависимост от избрания алгоритъм, обичайните „мажоритарни“ системи могат да имат резултати, които не се подкрепят от мнозинството. Ако се избира само между два варианта, победителят може да се определи по правилото за мнозинство. Обаче, ако имаме три или повече варианта, може да няма вариант, който да се предпочита от мнозинството. Простият избор между варианти не позволява на избирателите да изразят подредбата или величината на техните предпочитания. Различните избирателни системи могат да имат твърде различаващи се резултати, особено когато няма ясно предпочитан от мнозинството вариант.

## Елементи
Избирателната система определя формата на бюлетината, множеството от позволените варианти и алгоритъма за изчисление на резултатите. Резултатът може да бъде от единствен избран или да има множество от избрани варианти. Избирателната система може да определя как се разпределя тежестта на избирателната сила сред избирателите и как избирателите се разпределят по подгрупи (избирателни райони), в които гласовете се броят отделно.
Обикновено се счита, че конкретният начин на провеждане на избори не е част от избирателната система. Например избирателната система може да определя бюлетината абстрактно, но да не казва дали тя трябва физически да изглежда като лист хартия, цветна топка или компютърен екран. Избирателната система не определя как да се запази тайната на гласуването, как да се преброят точно гласовете и кой има право да гласува. Това са елементи, конкретизирани за самите избори.

### Бюлетина
Различните избирателни системи предлагат различни форми за изразяване на волята на избирателя. При някои избирателни системи избирателите трябва да маркират вариантите, при други подреждат списъкът от вариантите по реда на своето предпочитание, а при трети оценяват отделно всеки от вариантите. Също така избирателните системи, при които се маркира вариант, могат да се разделят на такива, при които избирателите могат да маркират само един вариант, и такива, при които избирателите могат да маркират произволен брой варианти. Някои системи дори позволяват маркирането на един и същ вариант няколко пъти.
Като особени случаи могат да се посочат системи, при които има допълнителни специални варианти, като възможност за вписване на допълнителен вариант, вариант „никой от посочените“ или посочване на недоверие към варианта.

### Варианти
При някои системи може да се извърши предварително гласуване за да се определи кои варианти да останат в бюлетината.

### Тежест на вота
Повечето избори се правят на принципа „един избирател, един глас“, т.е. всички избиратели имат равна тежест при гласуване. Това, обаче, не е вярно за всички избори. При гласуването на Общо събрание на Акционерно дружество обикновено гласовете се претеглят според количеството акции, притежавани от гласувалите, което променя принципа на „една акция, един глас“. Възможно е да има и други причини за различия в тежестта на вота, например увеличаване на тежестта на вота за по-висшестоящите членове на дадената организация.
Тежестта на вота не трябва да се бърка с избирателната сила. В някои ситуации определени групи от избиратели гласуват по организиран начин (например когато са от една партия), за да постигнат обща цел на резултата. Избирателната сила измерва способността на групата да повлияе на резултата. Отделни групи могат да създават коалиции, с цел увеличаване на избирателната си сила.

### Статукво
Някои избирателни системи поставят минимални изисквания към резултатите, така че да се избегнат честите промени в установеното състояние (статукво). Пример за такова изискване е наличието на мнозинство за да се приеме резултата. Крайният вариант на това изискване е единодушието, когато е нужно всеки гласувал да подкрепя крайният резултат.
Един друг механизъм за запазване на статуквото е изискването за кворум, което поставя минимум върху броя на участниците в гласуването спрямо общия брой на имащите право да гласуват. Това може да предизвика използването на стратегии за обезкуражаване на гласоподавателите с цел да не се постигне кворум.

### Избирателни райони
Често целта на изборите е да се избере група от няколко победители. Това може да стане като се проведе еднократно избор и да се определят победителите според всички подадени гласове. Друга възможност е да се разделят гласоподавателите по избирателни райони, които избират измежду различни варианти и определят различни победители. Първият подход всъщност представлява частен случай, при който имаме само един избирателен район.
Начинът на определяне на избирателните райони и съответстващите им мандати може силно да повлияе на резултатите. Обикновено избирателните райони получават мандати според броя на населението в тях. Промяната на броя мандати или на границите на избирателните райони е важен въпрос, понеже може да доведе до различни коефициенти на отношението между мандатите и броя на населението или манипулиране с цел изкривяване на резултатите.

## Многомандатни системи
Изборите, които имат повече от един победител, като тези за законодателен орган, имат различни практически ефекти от тези с един победител. Често участниците в многомандатни избори са по-загрижени за състава на законодателния орган, отколкото за конкретните избраници. По тази причина е обичайно многомандатните системи да са пропорционални, при които ако дадена група (партия) получи Х% от гласовете, то тя ще има приблизително Х% от избраниците. Не всички многомандатни системи са пропорционални.

### Пропорционални системи
Истински пропорционалните методи се опитват да гарантират, че всеки от победителите представлява приблизително един и същ брой избиратели. Тази бройка се нарича квота. Например, ако квотата е 1000 избиратели, тогава всеки избраник ще представлява мнението на 1000 избиратели в границите на някаква грешка.
Повечето пропорционални системи използват партийни листи, като избирателите гласуват за партии вместо за отделни кандидати. За всяка квота, която спечели партията, се избира един от техните кандидати. Възможно е да има разлики в методите, използвани за определяне на квотата и закръгляне, като целта е да има точно определен брой избраници.
Методите за определяне на спечелените места могат да се разделят на методи на най-високите средни и методи на най-големия остатък. Методите на най-големия остатък определят квота въз основа на броя на избирателите, докато методите на най-високите средни определят квотата косвено, като се извършва деление на получените гласове от всяка партия на предварително определена поредица от числа.
Системите с партийни листи, независимо от метода за определяне на спечелените места, могат да бъдат с отворени или затворени листи. При система с отворени листи, избирателите могат да определят кои кандидати на партията ще заемат спечелените места. При система със затворени листи, спечелените места се разпределят на кандидатите в определен ред, който е избран от партията. Възможно е да се използва и смесен тип система с част от избраниците, определени по списък на партията, а останалите са победителите от регионалните избори.
За разлика от системите с партийни листи, системата Eдиничен прехвърляем вот (STV) е пропорционална система, при която избирателите подреждат отделните кандидати по реда на своето предпочитание. Тази система не изисква кандидатите да са групирани в политически партии.
Различните пропорционални системи ползват различни географски разпределения. При някои системи с партийни листи или STV системи, всички кандидати са в общ списък, от който избират всички гласоподаватели. При други има разделение на множество многомандатни райони, и се търси баланс между по-високата точност в пропорциите, когато имаме по-големи райони, и по-доброто отразяване на географските особености, когато имаме малки райони. При споменатите по-горе смесени системи имаме част от победителите, която е определена от гласуването по районите, а останалите победители са от общата листа. Има и системи с бипропорционално разпределение, които предлагат висока пропорционалност, дори ако има райони само с един избирател, понеже резултатите от всеки район се коригират чрез прехвърляне на гласове на същата партия от един район в друг.

### Смесени системи
Тези системи се наричат още „полупропорционални“ или „полумажоритарни“, в зависимост от това от коя система произхождат първоначално.
Една от тези алтернативни системи се нарича Кумулативен глас (CV). При нея всеки гласоподавател има n гласа, където n е броят на мандатите (също е възможно системата да дава право на повече гласове). Гласуващите разпределят гласовете си между кандидатите, като могат да дадат на един кандидат повече от един глас. Тя се счита за пропорционална, понеже позволява коалициите, които имат подкрепата на m/(n+1) от избирателите да получи гарантирани m мандата от общо n. Например при избори на 3 мандата, 3/4 от избирателите, които са обединени зад 3 кандидатури, могат да осигурят и 3-те мандата. За разлика от тази система, при мажоритарната система с блокирана (неизменяема) листа коалицията има нужда само от 50%+1 за да спечели всички мандати.
Кумулативният глас е обичайно използвана система при случаи на избиратели с различна тежест на гласа, като например при акционерните дружества.
Кумулативният глас не е напълно пропорционална система, понеже страда от ефекта на разцепване на гласовете също като мажоритарните системи. Ако има твърде много кандидати с подобни възгледи, те могат да разпределят помежду си гласовете на поддържащите ги избиратели, при което всеки от тях ще получи по-малко гласове и може да не бъде избран. Затова степента на пропорционалност на резултата зависи от добрата координация на избирателите.
Системата на Ограниченият глас е многомандатна система, която дава на избирателите по-малко гласове, отколкото е броят на мандатите. Най-опростената и разпространена форма на тази система е Единичен непрехвърляем вот (SNTV). Тя може да се счита за специална разновидност на кумулативния глас, при която глас може да се даде само на един кандидат. При нея, обаче, връзката между предпочитанията на избирателите и резултата е по-скоро във вид на статистически разпределения.
Например при избор за 4 мандата, всеки кандидат се нуждае от 20% за да бъде избран. Тогава при кумулативния глас, коалиция от 40% от избирателите може да спечели 2 от 4-те мандата, като всеки избирател раздели гласовете си по равно между двамата кандидата. За сравнение, при SNTV всеки избирател гласува само за един от кандидатите и статистически може да се приеме, че гласовете ще се разделят по равно, постигайки 20% за всеки от кандидатите, но това е само вероятност, а не гарантиран резултат.

### Мажоритарни системи
Съществуват многомандатни избирателни системи, които представляват елементарно разширение на едномандатни системи, без изрично да се търси пропорционалност в резултата. При избори с блокирана (неизменяема) листа, ако от даден избирателен район могат да се изберат N мандата, всеки избирател има N гласа и се избират N-те кандидата, които имат най-много гласове. Резултатите от този вид избори имат склонност да бъдат с големи разлики между групата на водещите кандидати и останалите кандидати, от което идва и названието „мажоритарни“.

## Едномандатни системи
Едномандатните системи могат да се разделят според типа на бюлетината. При системите с единичен вот, избирателят избира точно един конкретен вариант. При преференциалните системи избирателят подрежда вариантите по реда на предпочитание. При оценъчните системи избирателят поставя стойност-оценка за всеки от вариантите.

### Единичен вот или поредица от вотове
Един от най-използваните методи е мажоритарната система на относително мнозинство, познат също като „на първия оказал се избран“, при който всеки избирател гласува за един вариант, и вариантът, който получи най-много гласове печели, дори ако те са по-малко от половината от всички гласове.
Поредица от вотове имаме, когато се провеждат два или повече тура, а избраниците се определят по мажоритарен принцип. Мажоритарните избори в два тура – друг много популярен метод – добавя втори тур на изборите, който е между двата варианта, които са получили най-много гласове на първия тур, в случай че нито един вариант не е получил абсолютно мнозинство (над 50%). По подобен начин, в елиминационната система последният или последните няколко варианта от изборите отпадат от списъка и се провеждат нови избори с останалите варианти, докато някой от вариантите получи абсолютно мнозинство.
Процедурата на първичните избори наподобява изборите в два тура. При нея се провежда първи тур, който определя тези с най-много гласове да бъдат двата варианта, които ще останат на втори тур, като се използва отворена бюлетина (с възможност за добавяне на варианти). Другата разлика е, че винаги има втори тур, понеже победител не се определя от първия тур, дори ако е събрал абсолютно мнозинство.
Възможно е да се използва и лотарийна система на избор, при която на случаен принцип се избира една от пуснатите бюлетини и тя определя победителя. Това понякога се ползва и като съпътстващ метод при другите системи, когато имаме равни резултати между варианти.

### Преференциални системи
Тези системи позволяват на всеки избирател да подрежда вариантите според предпочитанията си. Често не е задължително да се подредят абсолютно всички варианти, а неподредените варианти се считат за поставени на последно място. При някои системи е позволено избирателят да поставя няколко варианта на едно място.
Под преференциален вот обикновено се разбира Преференциалната избирателна система с незабавна елиминация (IRV), позната също като алтернативен вот. При нея подредбата на вариантите в бюлетините се използва за симулиране на елиминационна мажоритарна система, но без да се провеждат няколко тура. След като се съберат бюлетините се определя вариантът, който има най-малък брой първи места и се елиминира. Понеже се елиминира вариантът, а не бюлетините, в последващите изчисления този вариант се игнорира и се получава ефектът, че всички варианти поставени на по-ниско място от елиминирания в дадена бюлетина, се „изкачват“ с едно място нагоре. Така с няколко последователни изчисления се елиминират вариантите с най-малко гласове, докато не се стигне до вариант с абсолютно мнозинство.
Методът на отметките e проста преференциална система, предложена от Жан-Шарл дьо Борда през 1781 г., при който вариантите получават числови оценки според мястото си в подредбата, след което се гледа сумата на тези оценки за всеки вариант. Тази система изглежда сякаш отразява напълно предпочитанията на избирателите, но е известна с широки възможности за спекулативен вот, добре познати от спортните квалификации. Класът на подобните на този методи е познат като Позиционни избирателни системи.
Други преференциални методи са Метод на Куумс, Метод на допълнителния вот, Метод на Бъклин и Метод на Кондорсе.
Методите на Кондорсе, или чифтовите методи, са вид преференциални избирателни системи, които отговарят на критерия на Кондорсе. При тези методи се сравняват два по два всички варианти и вариантът, който победи всички други варианти е Кондорсе победител. Един вариант побеждава друг, ако има повече гласували, които са поставили първия вариант по-високо от втория на бюлетината, отколкото гласували, които са сложили втория вариант по-високо. Методите на Кондорсе се групират в една категория, понеже според критерия на Кондорсе те всички трябва да имат еднакви резултати в случаите, при които съществува Кондорсе победител. Различията между отделните такива методи са в случаите, когато няма нито един непобеден вариант, от което следва, че съществува цикъл от варианти, при който всеки вариант побеждава следващия, а последния побеждава първия. Това се нарича парадокс на Кондорсе. Понеже оригиналният метод на Кондорсе е абстрактен и не решава случаите с такива цикли, специалните методи, които избират победител, дори когато не съществува Кондорсе победител, се наричат пълни Кондорсе методи.
Един прост вариант на Кондорсе е Минимакс: ако няма непобеден вариант се избира вариантът, който е загубил с най-малко гласове при най-голямата си загуба. Друг прост вариант е Методът на Коупланд, при който се избира вариантът с най-много победи, по подобие на някои спортни квалификации.
Методът на Кемени-Янг (познат още като метод на максималната правдоподобност), методът на Шулце ('метод на най-силния път', използван често от ИТ обществото) и методът на подредените чифтове са създадени Кондорсе методи, които удовлетворяват голям брой критерии за оценка на избирателни системи. И трите метода могат напълно или частично на подредят всички варианти от най-популярния до най-малко популярния.

### Оценъчни системи
Когато избирателите могат да поставят оценки за всеки от вариантите в бюлетините, се получава още по-точно отражение на настроенията на избирателите. Това дава повече гъвкавост, но едва няколко от познатите изборни системи се възползват от това. Избирателите поставят оценка срещу всеки вариант, която може да бъде число (например от 0 до 100) или друг вид степенуване (например от „Слаб“ до „Отличен“). Бюлетини с оценки могат да се използват, само ако избирателната система позволява равни оценки. Някои оценъчни системи изискват оценките в бюлетината да са различни за всеки вариант, но много избиратели предпочитат да сложат еднаква оценка на няколко варианта.
При използването на ограничени оценки, избирателите поставят оценки, които са в определени граници от-до, и вариантът с най-висока осреднена оценка е победител. При мажоритарна оценка печели вариантът с най-висока медиана на оценките. При одобрителният вот избирателите могат да гласуват за произволен брой варианти, подобно на ограничените оценки и мажоритарната оценка, но позволените оценки са само 0 и 1.